# Hardy Tasso

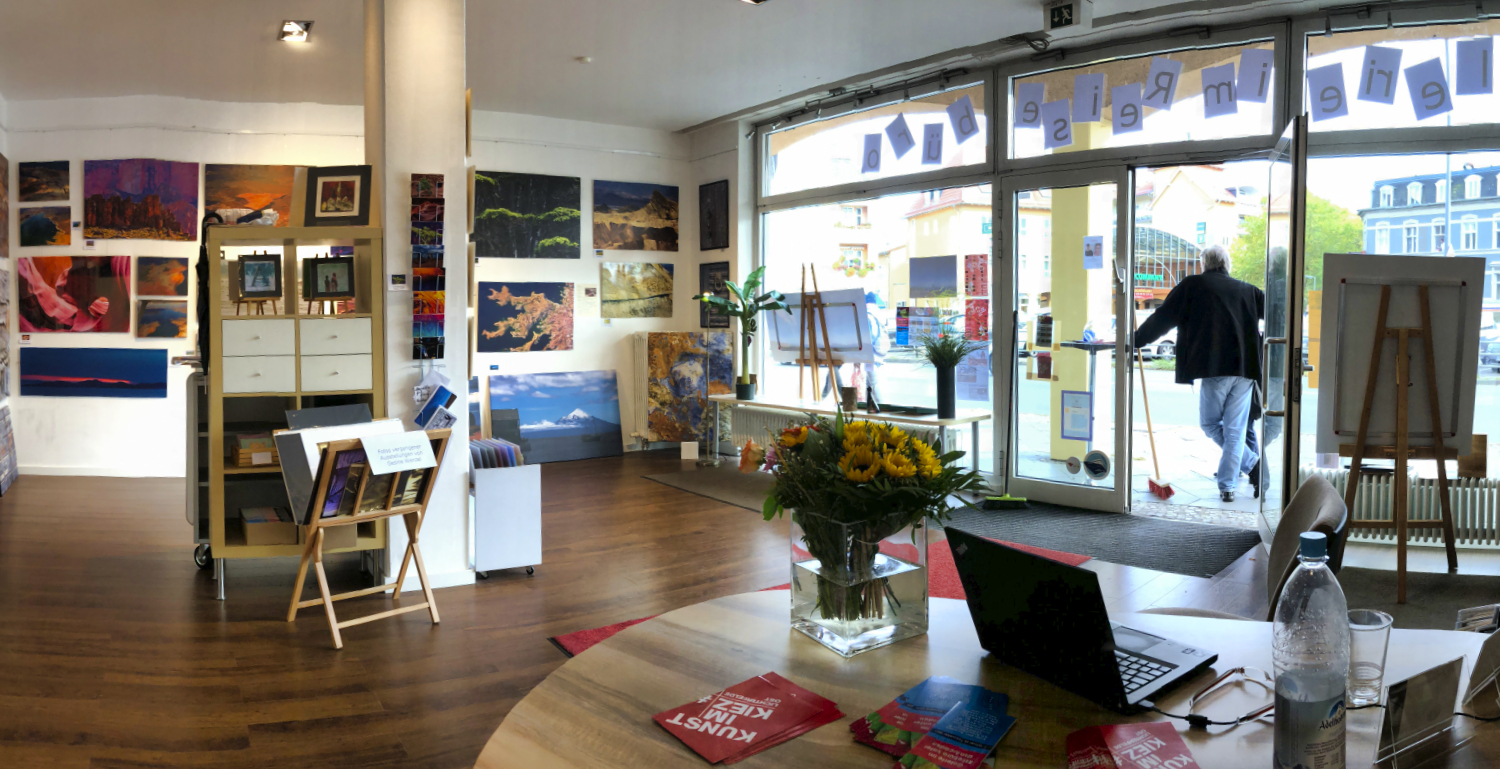
Ausstellung zusammen mit anderen Fotografen und Künstlern in Berlin 2019

Hardy Tasso (* 1950 in Hamburg) ist ein deutscher Schauspieler und Wissenschaftsautor. Er schrieb rund 1500 Hörfunksendungen über Themen aus den Bereichen Natur, Technik, Informatik, Sozialpolitik; drehte Fernsehfilme über das Leben mit behinderten Kindern und Gewalt in Familien; verfasste Hörbücher über Daniel Golemans „Emotionale Intelligenz“ und Stephen Hawkings „Das Universum in der Nussschale“; veröffentlichte Bücher zu Themen wie Drogen-Karrieren, Umweltschutz, Künstliche Intelligenz, die Überlebenden von Hiroshima und über seine wichtigsten Arbeiten in 50 Jahren als Wissenschaftsautor. Er erhielt drei Hörfunkpreise, darunter 1990 den UNDA-Radiopreis der deutschsprachigen Länder und den „Premios Ondas“.

## Leben
Hardy Tasso spielte seit 1960 Theater u. a. am Hamburger Schauspielhaus und am Theater im Zimmer. Von 1960 bis 1973 trat er in verschiedenen deutschen Fernsehserien, Fernsehspielfilmen und Kinofilmen auf (häufig im Fernsehen wiederholt: Die Lümmel von der ersten Bank). Im gleichen Zeitraum wurden etliche Hörspiele mit seiner Beteiligung produziert.
Ab 1973 studierte er Politische Bildung, Deutsch und Soziologie und schloss das Studium mit dem Ersten Staatsexamen für Grund- und Hauptschullehrer ab.
Seit 1971 ist er als Wissenschaftsautor für Hörfunk und Fernsehen mehrerer ARD- und ausländischer Sender tätig, vorwiegend in den Bereichen Naturwissenschaften, Informationstechnologie und Sozialpolitik.
Seit 2010 widmet er sich der Fotografie und stellt seine Fotos online und real aus.

## Theaterrollen
- 1960: Sie und Er
- 1960: Das Christbaumspiel
- 1964: Ein Traumspiel
- 1964: Judith
- 1967: Alles im Garten
- 1968: Im Dickicht der Städte

## Filmografie
- 1964: Das wissen die Götter (Fernsehserie, 2 Folgen)
- 1965: Landarzt Dr. Vandamme (Fernsehfilm)
- 1966: Corinne und der Seebär (Fernsehfilm)
- 1968: Die Lümmel von der ersten Bank – Zur Hölle mit den Paukern
- 1968: Die Lümmel von der ersten Bank – Zum Teufel mit der Penne
- 1968: Zirkus meines Lebens (Fernsehserie, 13 Folgen)
- 1968: Das Ferienschiff (Fernsehserie, 3 Folgen)
- 1970: Polizeifunk ruft (Fernsehserie, 1 Folge)
- 1972: Tatort: Strandgut (Fernsehreihe)
- 1972: Wir 13 sind 17 (Fernsehserie, 1 Folge)
- 1973: Polizeistation (Fernsehserie, 3 Folgen)
- 1973: Die Tausender-Reportage (Fernsehserie, 1 Folge)

## Hörspiele(Sprecher)
- 1964: John Reeves: Strand der Fremden – Regie: Gert Westphal
- 1964: Günter Eich: Die Stunde des Huflattichs – Regie: Fritz Schröder-Jahn
- 1965: Erwin Sylvanus: Durchlöcherte Rinde – Regie: Jörg Franz
- 1965: Peter Schünemann: Chiffre im Rauch – Regie: Wolfgang Schenck
- 1965: Herman Melville: Moby-Dick – Regie: Raoul Wolfgang Schnell
- 1965: Serge Martel: Weichenstellung – Regie: Jörg Franz
- 1965: Thomas Mann: Die Buddenbrooks (6. Teil) – Regie: Wolfgang Liebeneiner
- 1966: Horst Pillau: Der Trainingsanzug – Regie: Heinz Hostnig
- 1966: Fred von Hoerschelmann: Die schickliche Wehmut des Hühnerkönigs – Regie: Dieter Hasselblatt
- 1971: Gert Hofmann: Kleine Satzzeichenlehre – Regie: Hans Rosenhauer
- 1971: Klas Ewert Everwyn: Teamwork – Regie: Fritz Schröder-Jahn
- 1974: Wilhelm Busch: Max und Moritz – Regie: Friedrich Schütter
- 1974: Margarete Jehn: Wernicke. Eine Familienserie (23. Folge) – Regie: Hans Rosenhauer

## Radio-Features(Autor)
- Nordsee – Totes Meer? Prod.: NDR Hamburg, 1980.
- CO2 – Die dritte Zukunft. Berichte aus dem Treibhaus Erde. Prod.: NDR Hamburg, 1983.
- Die Regenbogenkrieger. Greenpeace, Prod.: NDR Hamburg, 1983.
- Wald, Weide oder Wüste – Amazonien, Prod.: NDR Hamburg, 1985.
- Alte Armut, neue Armut, Prod.: NDR Hamburg, 1987.
- Cuba Libre – 30 Jahre nach der Invasion in der Schweinebucht, Prod.: NDR Hamburg, 1991.
- Gehörlos. Erfahrungen mit einer schwerhörigen Tochter. Prod.: SFB 1993.
- Keine Strahlen. Keine Asche. Hiroshima – 50 Jahre danach. Regie: Ulrike Brinkmann. Prod.: WDR Köln, 1995.
- Keine Schuld. Niemand. Gewalt in Familien. Regie: Thomas Brockhaus. Prod.: WDR Köln, 1995.
- Weit weg und doch so nah. Die Hongkong-Wende. Prod.: NDR Hamburg, 1997.
- Die Öko-Region. Reise in ein Land der Möglichkeiten. Prod.: NDR Hamburg, 1998.
- Gott gleich „m“ mal „c“-Quadrat? Naturwissenschaften und Religion. Prod.: WDR, 2002.
- Die Ohren-Bibliothek. Regenwald im Schnell-Durchlauf. Prod.: WDR, 2004.
- Behörden behindern Behinderte. Prod.: WDR, 2004.
- Computer-Gefühle – Ist Ihre Frau ein Roboter? Prod.: RBB, 2006.
- Die Rettung der Welt durch Social Physics. Die Physik des Sozialen. Prod.: RBB, 2018
- Sounds der Erde. Das Ohr am Planeten. Prod.: RBB, 2019

## Bücher / Hörbücher
- Dieter Boßmann, Hardy Tasso: Drogenprotokolle Bd. 1 und 2: Ich möcht’ mal auf ’ner Wolke fliegen / Jeder Tag ein neuer Versuch. Hrsg.: Dieter Boßmann, Hardy Tasso. Wuppertal 1986, ISBN 3-87294-295-6.
- Hardy Tasso: Umwelt in Gefahr. In: Schulfunk unsere Welt aktuell. Lübeck 1986.
- Hardy Tasso: Fernziel: Roboter mit Bewußtsein? Ein Gespräch mit Hans Moravec über Automaten des späten 21. Jahrhunderts. In: Karl-Heinz Wellmann und Utz Thimm (Hrsg.): Intelligenz zwischen Mensch und Maschine. Begleitbuch zum Neuen Funkkolleg. Lit Verlag, Münster 1999, S. 170–183, ISBN 3-8258-4466-8
- Hardy Tasso: Die Zukunft der Medien. Ein Gespräch mit Stanisław Lem über virtuelle Computer-Welten. In: Karl-Heinz Wellmann und Utz Thimm (Hrsg.): Intelligenz zwischen Mensch und Maschine. Begleitbuch zum Neuen Funkkolleg. Lit Verlag, Münster 1999, S. 184–188, ISBN 3-8258-4466-8
- Daniel Goleman: ''EQ, Emotionale Intelligenz''. Hörbuch von Hardy Tasso. Hörverlag, München 2000, ISBN 978-3-89584-896-4
- Stephen Hawking, Hardy Tasso: Das Universum in der Nußschale. Hoffmann und Campe, Hamburg 2001. (Hörbuch), ISBN 978-3-455-30265-3.
- Hardy Tasso: Kataribe - Die Atombomben-Erzähler: Zum 75. Jahrestag der Bombe. 2. überarbeitete Auflage. Books on Demand, Norderstedt 2020, ISBN 978-3-7504-0557-8
- Hardy Tasso: Störche, Roboter und saugende Küsse: Meine 50 Reporter-Jahre. 1. Auflage. Books on Demand, Norderstedt 2020, ISBN 978-3-7519-0640-1